# Мейсон (лунный кратер)
Кратер Мейсон (лат. Mason) — крупный древний ударный кратер в области юго-восточного побережья Озера Смерти на видимой стороне Луны. Название присвоено в честь английского астронома Чарлза Мейсона (1730—1787) и утверждено Международным астрономическим союзом в 1935 г. Образование кратера относится к нектарскому периоду.

## Описание кратера

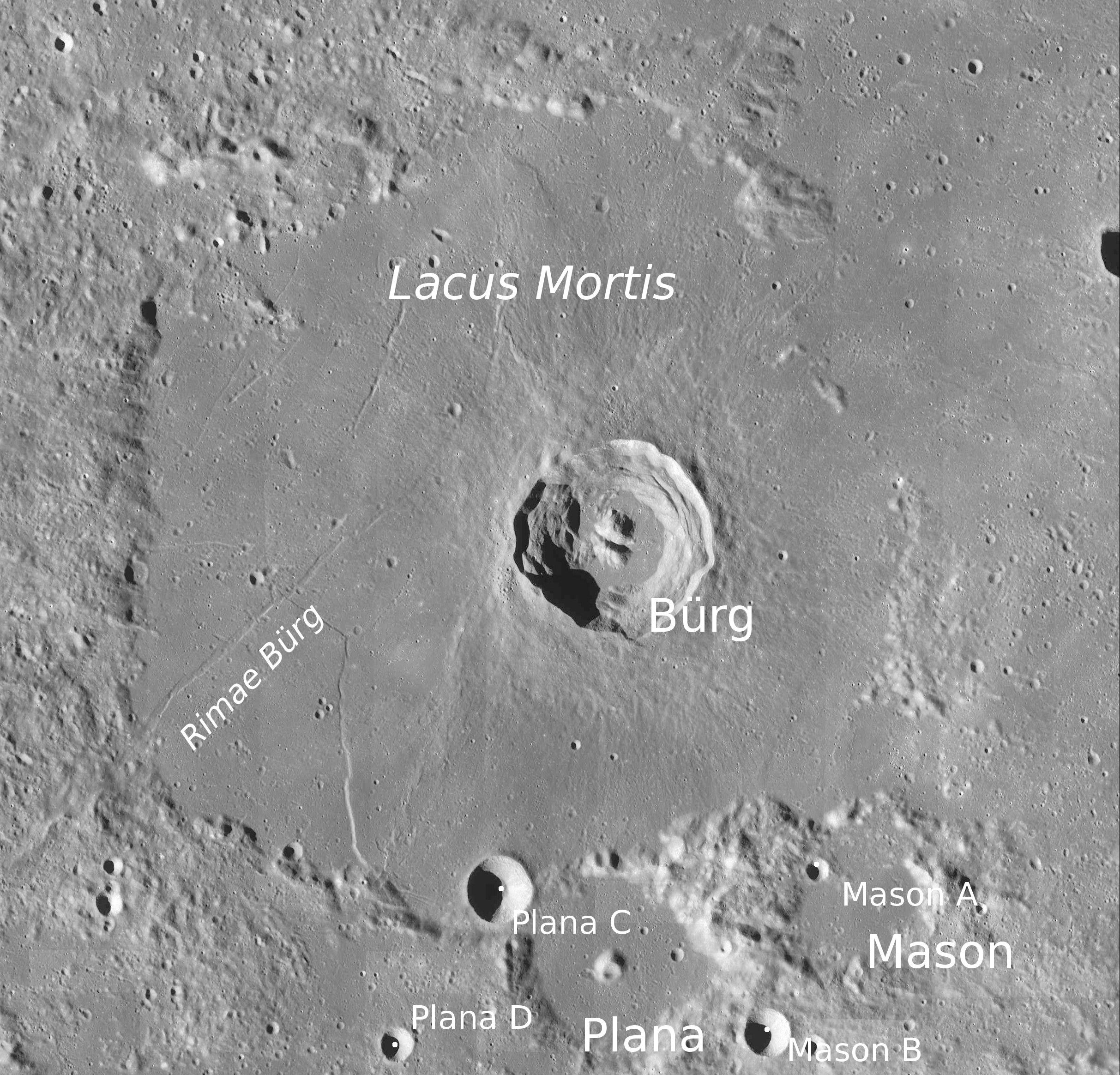
Окрестности кратера Мейсон. Снимок зонда Lunar Reconnaissance Orbiter.

Ближайшими соседями кратера являются кратер Плана на западе; кратер Бюрг на северо-западе; кратер Геркулес на северо-востоке; кратер Уильямс на востоке и кратер Гров на юго-востоке. На северо-западе от кратера Мейсон находятся борозды Бюрга; на юге - Озеро Сновидений. Селенографические координаты центра кратера 42°42′ с. ш. 30°31′ в. д. / 42,7° с. ш. 30,51° в. д., диаметр 33,3 км, глубина 1390 м.
Кратер Мейсон имеет полигональную форму и практически полностью разрушен. Вал трудно различим, представляет собой отдельные пики и хребты, в северной части вала имеется ряд проходов соединяющих чашу кратера с Озером Смерти, западная часть вала рассечена ущельями достигающими кратера Плана. Дно чаши затоплено и выровнено темной базальтовой лавой, в северо-западной части чаши расположен сателлитный кратер Мейсон A.

## Сателлитные кратеры
| Мейсон | Координаты                                            | Диаметр, км |
| ------ | ----------------------------------------------------- | ----------- |
| A      | 42°55′ с. ш. 30°08′ в. д. / 42,92° с. ш. 30,13° в. д. | 4,7         |
| B      | 41°50′ с. ш. 29°40′ в. д. / 41,84° с. ш. 29,66° в. д. | 9,8         |
| C      | 42°54′ с. ш. 33°52′ в. д. / 42,9° с. ш. 33,87° в. д.  | 11,6        |

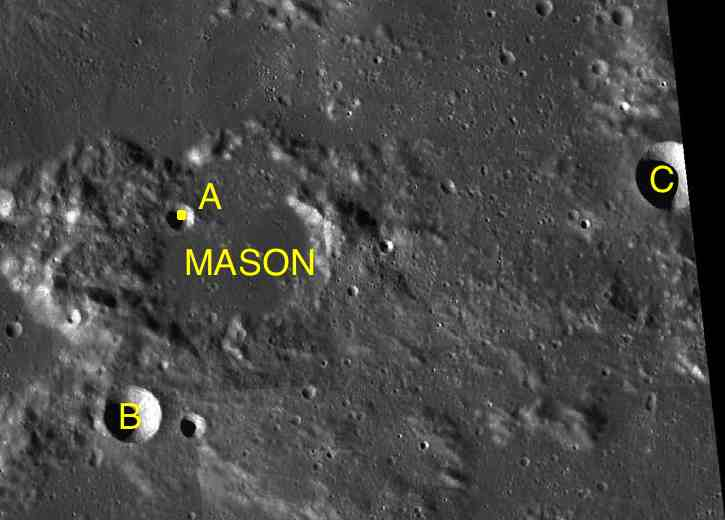
Фрагменты карт LAC-26.

- Сателлитный кратер Мейсон C включен в список кратеров с темными радиальными полосами на внутреннем склоне Ассоциации лунной и планетарной астрономии (ALPO)[5].

## См.также
- Список кратеров на Луне
- Лунный кратер
- Морфологический каталог кратеров Луны
- Планетная номенклатура
- Селенография
- Минералогия Луны
- Геология Луны
- Поздняя тяжёлая бомбардировка